# روح اندوهگین یک شاعر
روح اندوهگین یک شاعر کتاب شعر اثر سیدرضا محمدی است که در تهران توسط مؤسسه فرهنگی‌هنری شهرستان ادب در سال ۱۳۹۶ منتشر شد.
| یار گلم! مرا ز کنارت مدار دور           |
| یار توأم مدار مرا از کنار دور           |
| من با تو چون دو حرف، یک اسمیم و با همیم |
| ما را ز هم چگونه کند روزگار دور         |
| چون صلح آرزوی محالی و بین ما            |
| راهی‌ست چون دقایق این انتظار دور         |
| بیچاره تو، به خانه گرفتار جنگ‌سال        |
| شاید دوباره عید بیاید برای ما           |
| شاید ز ما زیاد نباشد بهار دور           |
| — روح اندوهگین یک شاعر                  |

## جوایز و افتخارات
- ۱۳۹۷ برگزیده سیزدهمین دوره جشنواره شعر فجر در بخش شعر بزرگسال[۵][۶][۷]
- ۱۳۹۷ برگزیده سی وششمین جایزه کتاب سال جمهوری اسلامی ایران[۸]